# إيزابيل كويسيت
إيزابيل كويسيت (بالإسبانية: Isabel Coixet)‏ هي مخرجة أفلام كتلونية إسبانية ولدت في يوم 9 أبريل 1960 في ضاحية سان أدريان دي بيزوس في برشلونة في إسبانيا بدأت العمل في 1988 ومعظم أعمالها كانت في إسبانيا وأخرجت أفلام أخرى في كندا والولايات المتحدة أبرز الأفلام التي أخرجتها هي My Life Without Me في 2003 و The Secret Life of Words في 2005.

## الأعمال
- تعلم السياقة

## روابط خارجية
- إيزابيل كويسيت على موقع IMDb (الإنجليزية)
- إيزابيل كويسيت على موقع مونزينجر (الألمانية)
- إيزابيل كويسيت على موقع قاعدة بيانات الأفلام العربية
- إيزابيل كويسيت على موقع ألو سيني (الفرنسية)
- إيزابيل كويسيت على موقع أول موفي (الإنجليزية)
- إيزابيل كويسيت على موقع قاعدة بيانات الأفلام السويدية (السويدية)
- إيزابيل كويسيت على موقع ديسكوغز (الإنجليزية)
- إيزابيل كويسيت على موقع قاعدة بيانات الفيلم (الإنجليزية)
- إيزابيل كويسيت على موقع كينوبويسك (الروسية)